# Bathyaulax atripennis
Bathyaulax atripennis är en stekelart som först beskrevs av Szepligeti 1914.  Bathyaulax atripennis ingår i släktet Bathyaulax och familjen bracksteklar. Inga underarter finns listade.